# Mélasse de caroube

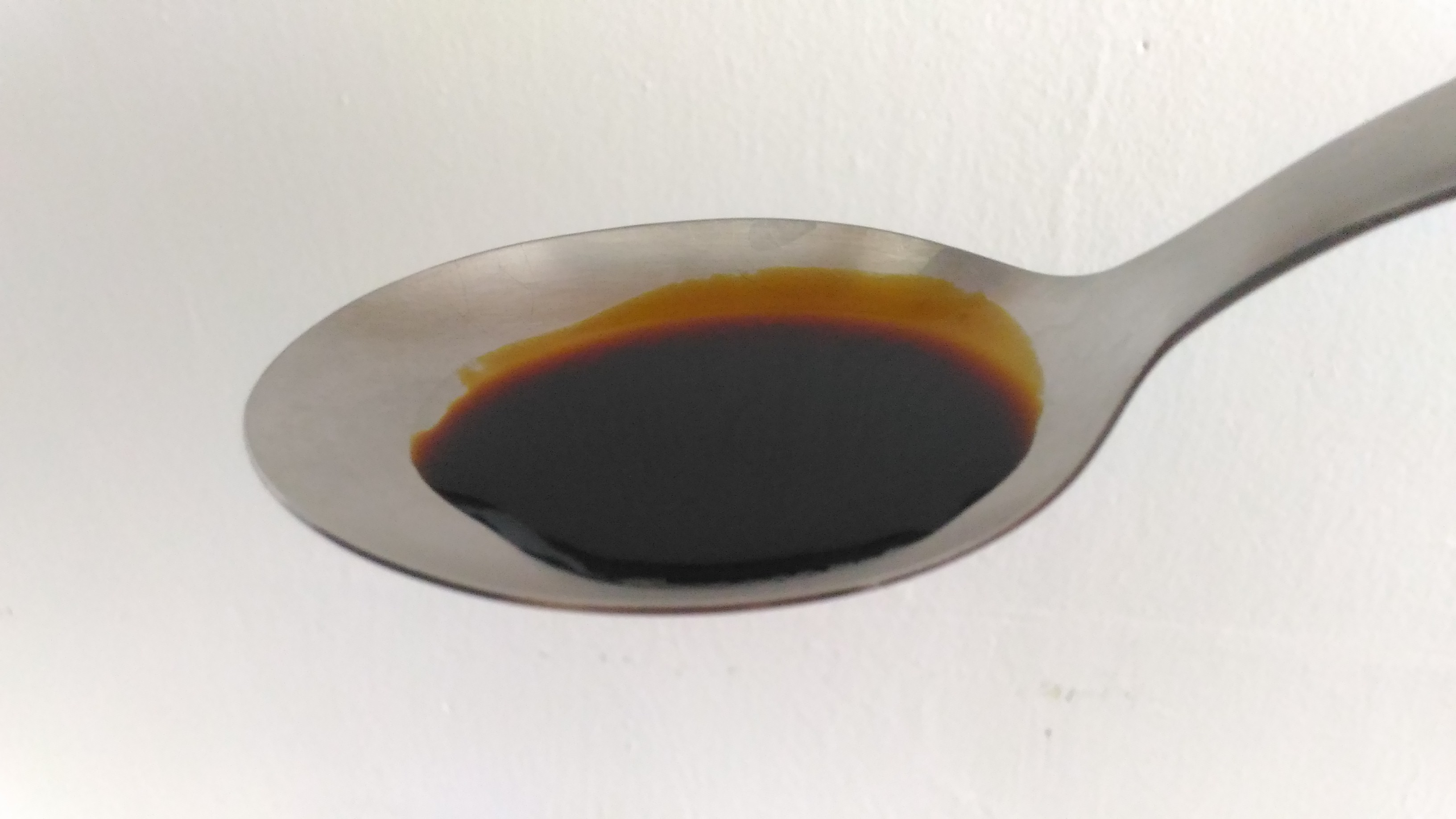
Cuillère contenant du sirop de caroube.

La mélasse de caroube est un sirop épais sucré extrait de la pulpe de la gousse du caroubier. Le terme « mélasse » est le plus souvent employé à cause de la couleur foncée du sirop.

## Valeur nutritionnelle
Le caroubier (Ceratonia siliqua) est un arbuste originaire des régions méditerranéennes cultivé pour son fruit en forme de gousse, la caroube. La gousse contient de 200 à 500 g/kg de glucides, un niveau supérieur à la betterave à sucre  ou la canne à sucre (inférieur à 200 g/kg). La pulpe qui contient jusqu’à 95 % de glucides, dont 70 % de saccharose, est sucrée et riche en polyphénols.
La mélasse de caroube contient 64 % de glucide, des sels minéraux (calcium, potassium, magnésium, sodium et phosphore).

## Préparation
Le sirop est obtenu par ébullition dans de l'eau (décoction) de la pulpe de la gousse sans les graines, puis concentré par cuisson jusqu'à l'obtention d'un sirop épais et foncé. Un sirop concentré pur à 90 %, transparent et incolore peut être obtenu industriellement.

## Utilisation
La mélasse de caroube, comme les autres sirops de fruits (pekmez et sirop de datte), se mélange avec de la crème de sésame (tahini) à parts égales, se mange avec du pain au petit déjeuner ou est utilisée comme condiment dans les plats cuisinés. Elle peut également être mélangée à des boissons chaudes pour remplacer le sucre.